# Os Três Princípios do Povo Unificam a China

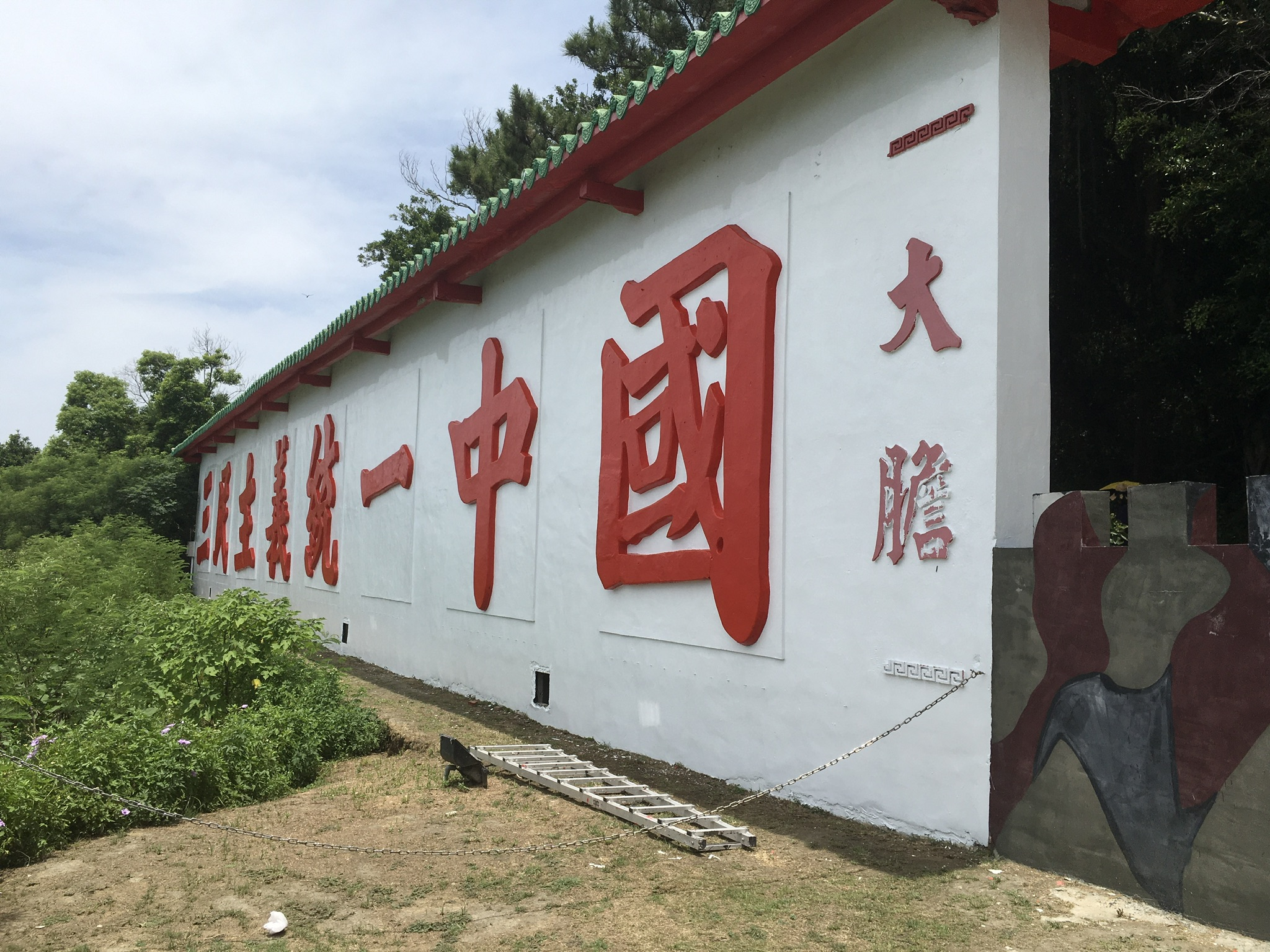
A Enorme placa com a escrita em Kinmen, Provincia de Fujian (República da China)

Os Três Princípios do Povo unificam a China foi um slogan do governo de Chiang Ching-kuo apresentado pelo governo República da China.
Após a tentativa de invasão de Chiang Kai-Shek a China Continental com o Projeto Guoguang, em 1981 (o 70º ano da República da China) a política do novo Presidente, Chiang Ching-kuo, em relação República Popular da China e Partido Comunista da China. O Governo da República da China passou de um contra-ataque militar para uma abordagem mais política.

## Origem

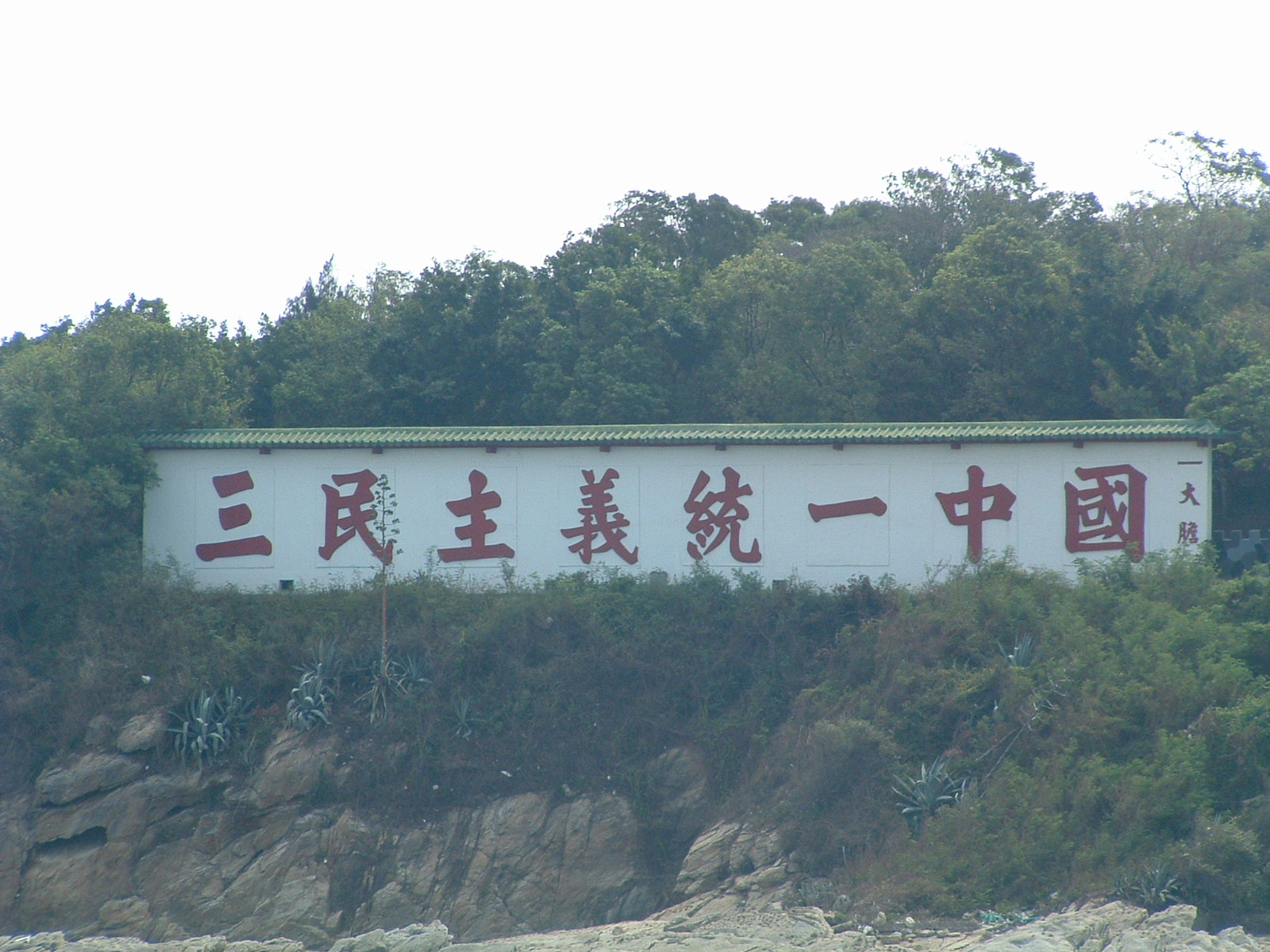
O slogan “Três Princípios Populares Unificam a China” em Kinmen está longe do slogan “Um País, Dois Sistemas Unificam a China” do outro lado em Xiamen. Em agosto de 1986, o General Zhao Wanfu é dado como responsavel pela criação da placa.

Após a subida de Deng Xiaoping ao poder em 1979, a China continental mudou sua política em relação a República da China.
Em 30 de setembro de 1981, Ye Jianying, emitiu as "Diretrizes e Políticas sobre o Retorno de Taiwan à Pátria e Alcançar a Reunificação Pacífica", que foi o embrião do conceito “um país, dois sistemas”. 
Chiang Ching-kuo, então presidente da República da China, respondeu propondo os “Os Três Princípios do Povo unificam a China”. De 29 de março a 5 de abril de 1981, Chiang Ching-kuo, como presidente do Partido Nacionalista da China, o Kuomintang, convocou Décimo Segundo Plenário e propôs "implementar o caso de unificar a China com os Três Princípios do Povo". Esperava-se que através da construção política e econômica na China Continental, a República da China conseguiria colocar em pratica um "contra-ataque pacífico" a partir das novas politicas da China Dengista.

## Ver Também
- Três princípios do povo
- Unificação da china
- Politica de Uma China